# Lijst van county's in New York
De Amerikaanse staat New York is onderverdeeld in 62 county's.
Een bijzondere plaats wordt ingenomen door de vijf county's die in de stad New York liggen. Deze vallen volledig samen met de vijf boroughs waarin de stad is verdeeld. Ze hebben geen eigen bestuur en verder nauwelijks nog een functie. De belangrijkste functie van deze vijf county's is de verkiezing van de attorney (officier van justitie). Deze klaagt criminelen aan namens de county. De vijf county's en boroughs waarmee ze samenvallen zijn:

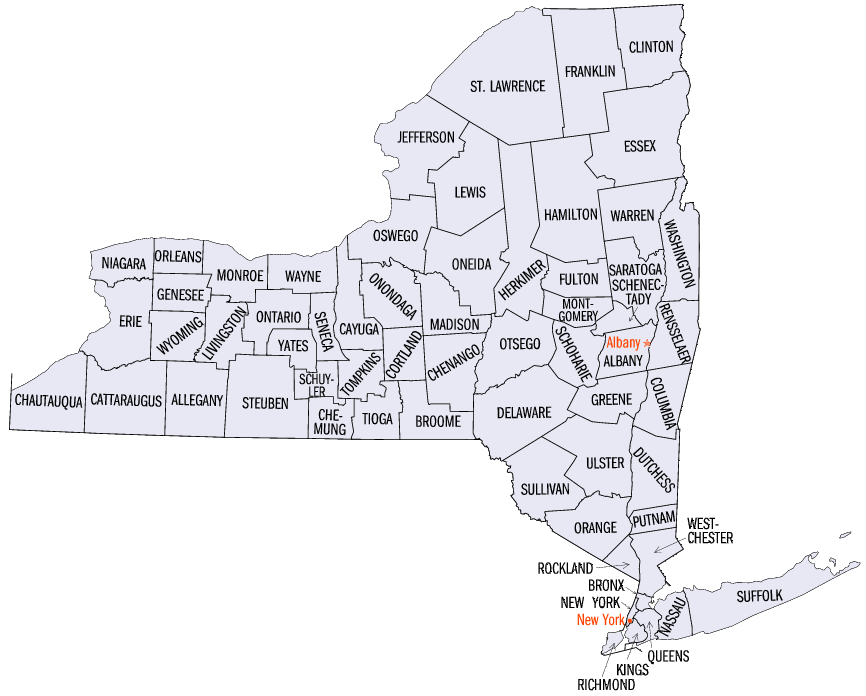
County's van New York

- The Bronx (Bronx County)
- Brooklyn (Kings County)
- Manhattan (New York County)
- Queens (Queens County)
- Staten Island (Richmond County)

| County       | Inwoners 1 juli 2007 | Hoofdplaats   | Inwoners 1 juli 2007 |
| ------------ | -------------------- | ------------- | -------------------- |
| Albany       | 299.307              | Albany        | 94.172               |
| Allegany     | 49.637               | Belmont       | 886                  |
| Bronx        | 1.373.659            | New York      | 8.274.527            |
| Broome       | 195.973              | Binghamton    | 45.020               |
| Cattaraugus  | 80.087               | Little Valley | 1054                 |
| Cayuga       | 80.066               | Auburn        | 27.317               |
| Chautauqua   | 133.945              | Mayville      | 1689                 |
| Chemung      | 88.015               | Elmira        | 29.437               |
| Chenango     | 51.207               | Norwich       | 7056                 |
| Clinton      | 82.215               | Plattsburgh   | 19.444               |
| Columbia     | 62.363               | Hudson        | 6864                 |
| Cortland     | 48.369               | Cortland      | 18.382               |
| Delaware     | 46.286               | Delhi         | 2716                 |
| Dutchess     | 292.746              | Poughkeepsie  | 29.633               |
| Erie         | 913.338              | Buffalo       | 272.632              |
| Essex        | 38.119               | Elizabethtown |                      |
| Franklin     | 50.449               | Malone        | 5813                 |
| Fulton       | 55.114               | Johnstown     | 8446                 |
| Genesee      | 58.122               | Batavia       | 15.271               |
| Greene       | 49.246               | Catskill      | 4258                 |
| Hamilton     | 5075                 | Lake Pleasant |                      |
| Herkimer     | 62.558               | Herkimer      | 7028                 |
| Jefferson    | 117.201              | Watertown     | 27.443               |
| Kings        | 2.528.050            | New York      | 8.274.527            |
| Lewis        | 26.472               | Lowville      | 3215                 |
| Livingston   | 63.196               | Geneseo       | 7660                 |
| Madison      | 69.829               | Wampsville    | 569                  |
| Monroe       | 729.681              | Rochester     | 206.759              |
| Montgomery   | 48.695               | Fonda         | 770                  |
| Nassau       | 1.306.533            | Mineola       | 18.478               |
| New York     | 1.620.867            | New York      | 8.274.527            |
| Niagara      | 214.845              | Lockport      | 20.770               |
| Oneida       | 232.304              | Utica         | 58.475               |
| Onondaga     | 454.010              | Syracuse      | 139.079              |
| Ontario      | 103.956              | Canandaigua   | 11.185               |
| Orange       | 377.169              | Goshen        | 5549                 |
| Orleans      | 42.371               | Albion        | 5596                 |
| Oswego       | 121.454              | Oswego        | 17.389               |
| Otsego       | 62.397               | Cooperstown   | 1912                 |
| Putnam       | 99.489               | Carmel        |                      |
| Queens       | 2.270.338            | New York      | 8.274.527            |
| Rensselaer   | 155.318              | Troy          | 47.744               |
| Richmond     | 481.613              | New York      | 8.274.527            |
| Rockland     | 296.483              | New City      |                      |
| Saratoga     | 215.852              | Ballston Spa  | 5486                 |
| Schenectady  | 150.818              | Schenectady   | 61.531               |
| Schoharie    | 32.063               | Schoharie     | 999                  |
| Schuyler     | 19.027               | Watkins Glen  | 2045                 |
| Seneca       | 34.228               | Ovid Waterloo | 596 5037             |
| St. Lawrence | 109.809              | Canton        | 6056                 |
| Steuben      | 96.874               | Bath          | 5451                 |
| Suffolk      | 1.453.229            | Riverhead     |                      |
| Sullivan     | 76.303               | Monticello    | 6545                 |
| Tioga        | 50.453               | Owego         | 3700                 |
| Tompkins     | 101.055              | Ithaca        | 29.974               |
| Ulster       | 181.860              | Kingston      | 22.620               |
| Warren       | 66.143               | Queensbury    |                      |
| Washington   | 62.743               | Fort Edward   | 3035                 |
| Wayne        | 91.291               | Lyons         | 3425                 |
| Westchester  | 951.325              | White Plains  | 57.398               |
| Wyoming      | 41.932               | Warsaw        | 3651                 |
| Yates        | 24.557               | Penn Yan      | 5156                 |

Alabama · Alaska · Arizona · Arkansas · Californië · Colorado · Connecticut · Delaware · Florida · Georgia · Hawaï · Idaho · Illinois · Indiana · Iowa · Kansas · Kentucky · Louisiana · Maine · Maryland · Massachusetts · Michigan · Minnesota · Mississippi · Missouri · Montana · Nebraska · Nevada · New Hampshire · New Jersey · New Mexico · New York · North Carolina · North Dakota · Ohio · Oklahoma · Oregon · Pennsylvania · Rhode Island · South Carolina · South Dakota · Tennessee · Texas · Utah · Vermont · Virginia · Washington · West Virginia · Wisconsin · Wyoming